# مجموعة الزراعة الأندلسية
مجموعة الزراعة الأندلسية هي مجموعة مخطوطات ونصوص عن العلوم الزراعية الإسلامية في الأندلس، وقد قيل إن المسلمين في الأندلس كان يحركون الماء كيفما شاؤوا، لذلك فهي مصادر مهمة لمعرفة تاريخ الزراعة في شبه الجزيرة الأيبيرية الأندلسية. فقد تدهور التقدم الزراعي تحت حكم القوط الغربيين، على عكس حكم المسلمين، وهناك ثماني رسائل زراعية معروفة يرجع تاريخها إلى أواخر القرن العاشر إلى منتصف القرن الرابع عشر، والتي ساهمت في الثورة الزراعية العربية. تتبع الرسائل الأندلسية نفس النمط مثل النصوص الزراعية اللاتينية: مناقشة التربة والمياه والسماد تليها علوم المحاصيل، وأحيانًا ملاحظات حول تربية الحيوانات، كما أن هناك نصوصًا عن أساليب الري والأنظمة المعتمدة، ولكنها تُدرس منفصلًا. ستة من رسائل المجموعة الزراعية الأندلسية كُتبت بين القرنين الحادي عشر والثالث عشر.
مؤلفو هذه المجموعة من النصوص هم ابن الوافد، وابن حجاج، وابن بصال، وأبو الخير، وابن العوام، والطغنري، وابن ليون.

## الخلفية
عبر المسلمون من شمال إفريقيا مضيق جبل طارق في عام 711 وأنشأوا إمارة قرطبة ثم خلافة قرطبة في الجزء الجنوبي من شبه الجزيرة الأيبيرية، والتي أطلقوا عليها اسم الأندلس. وخلال فترة حكمهم الطويلة المزدهرة، أنشأ المسلمون ثقافة شجعت انتشار الأعمال الثقافية والعلمية، بما في ذلك الأعمال الزراعية، واتسموا بالتسامح ونشر العلوم وتقبل الثقافات المتعددة، حتى ظهر ما يُعرف بالعصر الذهبي الإسلام. أرسل الإمبراطور البيزنطي قسطنطين السابع نسخة من كتاب الأدوية لديسقوريدس إلى الخليفة عبد الرحمن الناصر لدين الله، وأرسل أيضًا راهبًا يُدعى نيكولاس لترجمة الكتاب إلى اللغة العربية.
تم إنشاء أول حديقة نباتية أندلسية معروفة من مصادر القرن الثامن في قصر المنية الرصافة (الرزافة) لعبد الرحمن الداخل.

## النصوص
أُلِّفَت مجموعة الزراعة الأندلسية باللغة العربية بين القرنين الحادي عشر والرابع عشر في إشبيلية وطليطلة وغرناطة وقرطبة. يُعد العمل النباتي لأبي الخير النص النباتي الأندلسي الأكثر اكتمالًا من النصوص التي وصلت للعصر الحديث، حيث يحتوي على أوصاف أكثر ثراءً لشكل النبات من نصوص علم الزراعة الأخرى، ومعلومات مفصلة عن الموطن وظواهر النبات واستخداماته وأصنافه وتوزيعه الجغرافي، ويُعتبر كتابةً عبقرية حتى بمقاييس القرون اللاحقة.
يُعتبر كتاب الفلاحة لابن العوام أهم نص بسبب موسوعيته، من بين كل النصوص الأندلسية والأوروبية التي صدرت في العصور الوسطى، لكنه كان غير معروف نسبيًا في شمال غرب أوروبا حتى القرن التاسع عشر عندما تُرجم لأول مرة إلى الفرنسية والإسبانية. ويحتوي على تفاصيل دقيقة عن النباتات، مما جعلت الزراعة في أوروبا أمرًا بسيطًا، مثل نصه عن شجر الجوز «كل النباتات المزروعة في محيط [الجوز] تظهر كراهية له، باستثناء التين». يقتبس كتابه على نطاق واسع من مؤلَّف ابن وحشية المعروف باسم الفلاحة النبطية، وبدرجة أقل من المؤلفين الرومان والأندلسيين الأوائل.
يرى الباحثون الغرب بأن هذه النصوص مبنية على عمل كولوميلا السابق بعنوان حول القضية الريفية (باللاتينية: De re rustica)، ولكن لا توجد أدلة كافية لهذه النظرية. يُحتمل أن الأعمال تأثرت أيضًا بمعرفة الفلاحين الأوائل واحتوت على تفاصيل حول الممارسات الزراعية في الأندلس، والتي جاء الكثير منها من حدائق القصر أو المناطق الزراعية القريبة.[7] على هذا النحو، فهي تحتوي على تفاصيل حول حدائق قرطبة الأرستقراطية في هصر الخلافة الأندلسية.
هناك بعض المعلومات حول كيفية تكيف الأنواع الجديدة مثل الرمان السوري مع الأندلس. تم جلب الرمان الشامي إلى الأندلس على يد سفير عائد حيث زُرع في بنيرة (قصر بنيرة، مالقة) في عام 780 م.

## نباتات الزينة
تختلف معايير التصنيف في هذه النصوص التي تعود إلى العصور الوسطى عن تلك المستخدمة اليوم. فالنباتات ذات المظهر الخارجي المتشابه تندرج عادة تحت نفس اسم النوع، وإن كانت تعتبر مختلفة في التصنيف الحديث. وقد زرعت العديد من النباتات بوصفها نباتات زينة، ولكن الرسائل الزراعية لا تفرق بوضوح بين النباتات الزخرفية في الحدائق والنباتات ذات الاستخدامات الأخرى المزروعة في الحقول والبساتين. وقد خصص ابن ليون، على غرار الطغنري، عدة فصول للبذور الغذائية ذات الاستخدامات الطهوية مثل التوابل أو الخضراوات، يليها قسم عن النباتات التي يصفها بالمسليات، والتي تحمل دلالات التسلية أو السلام. ويقول ابن ليون إن هناك بعض النباتات المزروعة بغرض إبهاج النفس في المقام الأول لرائحتها أو مظهرها البصري، أو للزينة، وهذه تُزرع في البساتين المحلية.
يُعد ابن ليون استثناءً كذلك، حيث صنفت معظم رسائله أنواع النباتات على أساس الصفات التشكلية (المورفولوجية) مثل الرائحة واللون وشكل الزهور.
كان نبات الصنوبر الثمري يُزرع على طول الجدران لخلق مظهر أكثر جمالًا ويوضع في وسط البركة لتوفير الظل. كان نبات السرو المتوسط أيضًا نباتًا زخرفيًّا يُستخدم على طول جدران الحديقة بسبب مظهره، بالقرب من البوابة والبركة وعلى طول المسارات والزوايا. ولا تزال أشجار السرو الزخرفية سمة شائعة في حدائق البحر الأبيض المتوسط في العصر الحديث، بسبب التأثر بالنصوص الأندلسية.
زرع الأندلسيون نبات القلقاس المأكول بجوار مصادر المياه والبرك من أجل مظهره. كان نبات الزنبق الأبيض يزرع في البرك من أجل رائحته ومظهره الجميل. وقد اُعجب علماء الأندلس بنبات الزعفران المزروع لجودته العطرية. كما قد تعرَّفوا على العديد من أنواع النرجس، ويشتهر النرجس الأصفر بمظهره ورائحته، ولكن ليست كلها تعتبر نباتات زينة قيمة. من بين العديد من أنواع زنابق الماء، يناقش ابن العوام بشكل رئيس زنبق الماء الأبيض.